# Lasztovicza Jenő
Lasztovicza Jenő (Kiskőrös, 1961. december 21. – 2015. január 8.) magyar politikus, 1998. június 18. és 2015. január 8. között a Fidesz-KDNP országgyűlési képviselője.

## Életrajz
1980-ban a budapesti Szent László Gimnáziumban érettségizett. 1986-ban a Kertészeti Egyetem növénytermesztő szakán végzett. 1986 és 1992 között Badacsonytomajon a Badacsonyi Szőlősgazdák Hegyközség Szakszövetkezetének borászati vezetője. 1994 novemberében lépett be a Fidesz – Magyar Polgári Szövetség pártba.
2006 és 2010 között a Veszprém Megyei Önkormányzat megyei közgyűlésének elnöke.
1998. június 18. és 2015. január 8. között a Fidesz országgyűlési képviselője.
1998. június 25. és 2002. május 14. között az Idegenforgalmi bizottság alelnöke, a Gyógy- és termálturizmus albizottságának tagja 1998. november 11. és 2002. május 14. között. 1998. december 28. és 2002. május 14. között a Területfejlesztési bizottság tagja, az Európai integrációs albizottságának 1999. március 17. és 2002. május 14. között a tagja. 2002. május 15. és 2006. május 15. között az Idegenforgalmi bizottság elnöke. 2006. május 30. és 2006. október 24. között a Sport- és turisztikai bizottság elnöke, majd 2006. október 24. és 2012. június 18. között tagja. 2006. december 6. és 2010. május 13. között a Sport- és turisztikai bizottságnak A Sport- és turisztikai bizottság hatáskörébe tartozó törvények végrehajtását, társadalmi és gazdasági hatását figyelemmel kísérő albizottságának tagja. Sport- és turisztikai bizottságnak a Sport albizottságának tagja 2007. február 20. és 2010. május 13. között. 2012. június 18. és 2014. május 5. között a Sport- és turizmusbizottság alelnöke. 2010. október 19. és 2014. május 5. között a Sport- és turizmusbizottságnak a Sportlétesítmények fejlesztésével és üzemeltetésével foglalkozó albizottságának a tagja. A Kolontár melletti vörösiszap-tározó átszakadása miatt bekövetkezett környezeti katasztrófával kapcsolatos felelősség feltárását és a hasonló katasztrófák jövőbeni megakadályozását célzó országgyűlési vizsgálóbizottság tagja 2010. december 6. és 2012. március 12. között. 2014. május 6. és 2015. január 8. között a Törvényalkotási bizottság tagja.
2015. január 8-án elhunyt.